# Miloš Lazin
Miloš Lazin est un metteur en scène yougoslave né le 16 décembre 1952 à Kikinda.
Il a monté une vingtaine de pièces entre 1974 et 1989 sur les scènes nationales des différentes républiques yougoslaves. Ses pièces et spectacles seront primés aux festivals de Sarajevo (MESS), Novi Sad et Belgrade (BITEF) et présentés à l'étranger. Professeur à la Faculté des arts dramatiques de Belgrade (1982-1990), il est aussi directeur artistique du théâtre belgradois Atelje 212(1985-1987).
Arrivé en France en 1989, il collabore avec Catherine Dasté, Jean-Pierre Vincent et Philippe Adrien, puis crée la compagnie Mappa Mundi (Hôtel Europe, adaptation de L'Île des Balkans de Vidosav Stevanović, coproduit par les CDN de Limoges et Montluçon, Ines et Denise de Slobodan Šnajder, coproduction franco-bosniaque, et La Femme Bombe d'Ivana Sajko et Les Failles d'Asja Srnec Todorović)...
Miloš Lazin s’est d’abord intéressé aux classiques de la littérature yougoslave et européenne qu’il a abondamment adaptés pour la scène (Laza Lazarević, Ivo Andrić, Miloš Crnjanski, Leonid Andreyev, Molière, etc.). À la recherche des déterminants culturels historiques cachés par l’écran idéologique de l’époque, il explore dans les années 1980 les rapports de l’individu au collectif et à l’Occident et développe une dramaturgie fragmentaire, juxtaposant différents paysages intérieurs et langages scéniques.
Alors que la Yougoslavie éclate, il s’engage pleinement contre les nationalismes qui ravagent son pays, dans des créations théâtrales en France, mais aussi par la promotion des voix intellectuelles et artistiques ex-yougoslaves qui refusent d’entonner les sirènes du repli identitaire.
Intéressé par les nouvelles écritures théâtrales (telles qu’elles sont apparues en Angleterre avec Sarah Kane et un peu partout en Europe, au moment où les sanglants conflits yougoslaves remettent en question l’illusion de la sécurité européenne), il veut montrer aujourd’hui un théâtre qui questionne l’individu balloté dans un monde contemporain mondialisé.
Il dirige pour l'Association Troisième bureau de Grenoble une bibliographie et sitographie des traductions françaises des textes d'auteurs dramatiques de l'espace culturel yougoslave (Bosnie-Herzégovine, Croatie, Kosovo, Macédoine, Monténégro, Serbie, Slovénie) et d'ouvrages en langue française concernant le théâtre de cet espace.